# Erin Jackson
Erin Jackson (Ocala, 19 de septiembre de 1992) es una deportista estadounidense que compite en patinaje de velocidad, en las modalidades sobre hielo y en línea.
Participó en dos Juegos Olímpicos de Invierno, en los años 2018 y 2022, obteniendo una medalla de oro en Pekín 2022, en la prueba de 500 m.
Ganó dos medallas de plata en el Campeonato Mundial de Patinaje de Velocidad sobre Hielo en Distancia Individual, en los años 2023 y 2024.
Además, obtuvo siete medallas en el Campeonato Mundial de Patinaje de Velocidad sobre Patines en Línea (dos de plata y cinco de bronce).
Estudió Ciencia e Ingeniería de Materiales en la Universidad de Florida.

## Palmarés internacional
| Juegos Olímpicos                           | Juegos Olímpicos          | Juegos Olímpicos | Juegos Olímpicos      |
| Año                                        | Lugar                     | Medalla          | Prueba                |
| ------------------------------------------ | ------------------------- | ---------------- | --------------------- |
| 2022                                       | Pekín (China)             | Medalla de oro   | 500 m                 |
| Campeonato Mundial en Distancia Individual |                           |                  |                       |
| Año                                        | Lugar                     | Medalla          | Prueba                |
| 2023                                       | Heerenveen (Países Bajos) | Medalla de plata | Velocidad por equipos |
| 2024                                       | Calgary (Canadá)          | Medalla de plata | Velocidad por equipos |